# Покров Богородичен (София)
Покров Богородичен е православна църква в българската столица София, разположена недалеч от Руски паметник. Построена е през 1922 – 26 г. от Йорданка Филаретова. Иконостасът е един от малкото оригинални позлатени иконостаси в България. Изработен е в атонската Света гора.